# Serra (piève)
Pour les articles homonymes, voir Serra.
Serra est une ancienne piève de Corse. Située dans l'est de l'île, elle relevait de la province d'Aléria sur le plan civil et du diocèse d'Aléria sur le plan religieux.

## Géographie

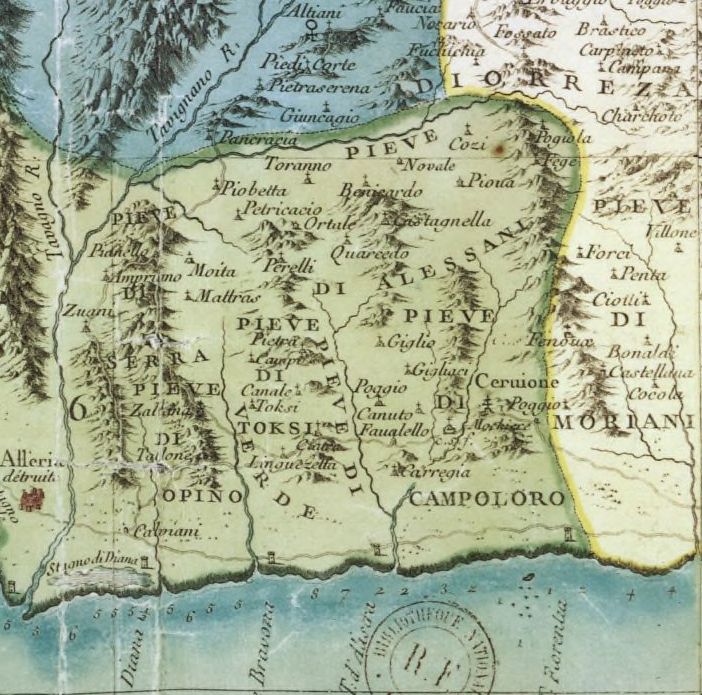
A Serra sur la carte militaire de 1768

La piève de Serra correspond au territoire des actuelles communes de :
- Moïta ;
- Matra ;
- Pianello ;
- Zuani ;
- Ampriani ;
- Zalana ;
- Tallone.

Elle avait pour pièves voisines :

## Histoire
Au XVIe siècle, la justice était rendue en Corse par le gouverneur et par d'autres fonctionnaires, dont le nombre varia suivant les époques, et qui portaient le titre de commissaire ou de lieutenant.
« L'organisation judiciaire en Corse comprenait une sorte de tribunal suprême à fonctions diverses et qui portait le nom de Syndicat, les membres qui en faisaient partie étant les « syndics ». Ce Syndicat ne fut pas toujours composé de la même façon : il y eut d'abord des insulaires, élus par leurs compatriotes, et des Génois, désignés par le gouvernement de la République. Deux citoyens génois se réunissaient, pour former le Syndicat de l'En deçà-des-monts, à six Corses élus à raison de deux par terziero ; leur compétence s'étendait aux juridictions de Bastia, Corte et Aléria. Mais on ne tarda pas à supprimer les syndics insulaires, de sorte que bientôt les représentants de Gênes purent seuls faire partie du Syndicat ».
La Serra était une piève qui comptait environ 4 250 habitants vers 1520. Elle regroupe les villages des hautes vallées de la Bravona et du Corsiglièse.
Au XVIe siècle elle avait pour lieux habités : 
- Cuiani (Zuani),
- Alpriano (Ampriani),
- La Valle di Sagano (Zalana).

Au début du XVIIIe siècle la piève de Serra comprenait les communautés suivantes :
- Moitta (Moïta) (338 hab.)
- Mattra (Matra) (115 hab.)
- Pianello (Pianello) (446 hab.)
- Zuvani (Zuani) (244 hab.)
- Ampriani (Ampriani) (73 hab.)
- Zallana (Zalana) (297 hab.)

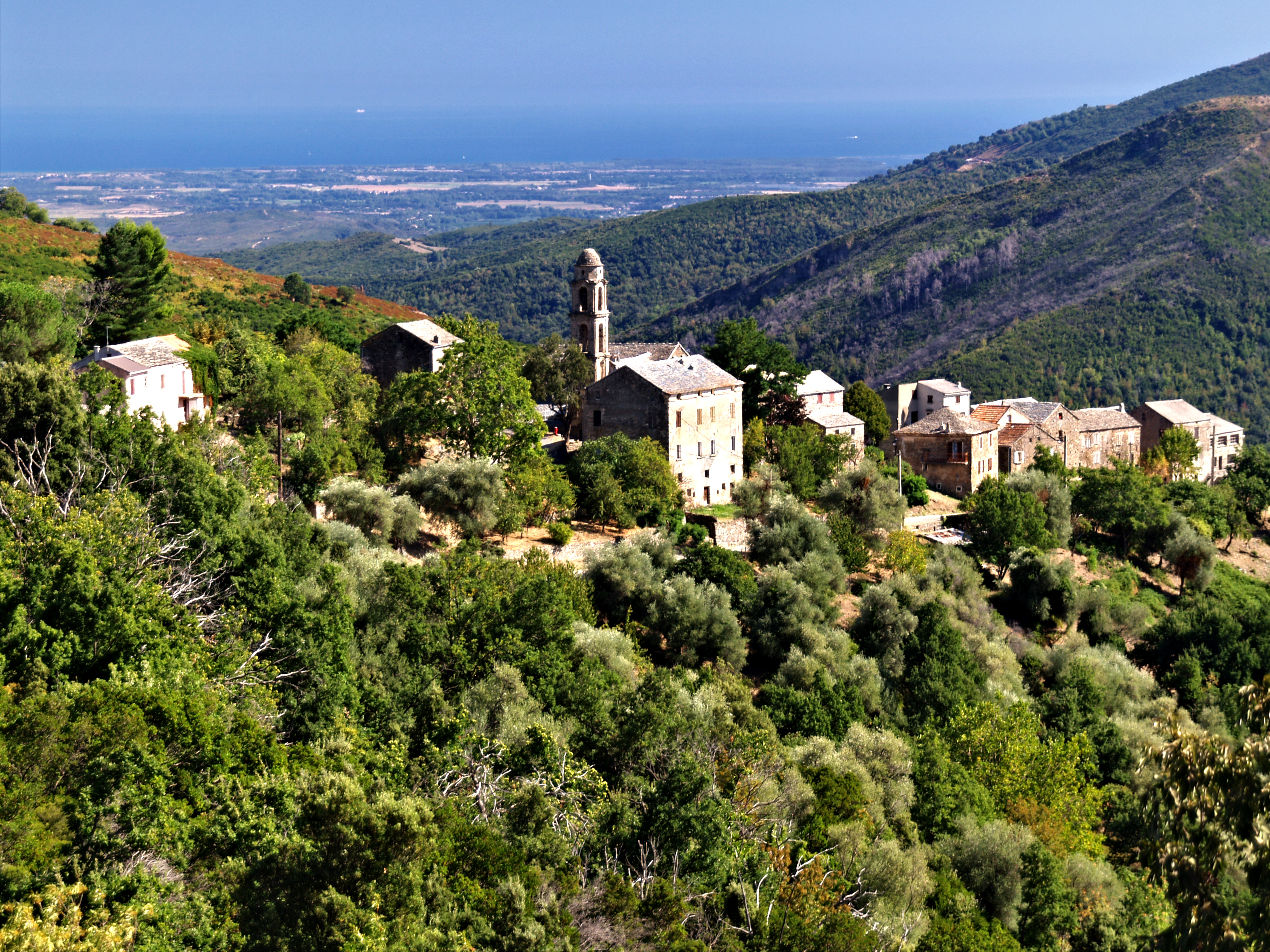
Ampriani et la basse vallée du Corsiglièse.

La communauté de Tallone voisine, avec 142 habitants, se trouvait jusqu'en 1771 dans la piève d'Opino.
Le 15 mai 1768, par le traité de Versailles, la France accapare la Corse et l'administre militairement. La piève d'Opino est rattachée à celle de Serra en 1771. En 1790, avec la Révolution, la piève de Serra devient le canton de Serra, avant de devenir en 1828, le canton de Moïta.
De nos jours, la partie septentrionale de l'ancienne piève de Serra se trouve incluse dans le « territoire de vie » Castagniccia du Parc naturel régional de Corse, au sud-est de celui-ci.

### La piève civile
Au début du XVIIIe siècle, La Serra se situait dans la province d'Aléria et relevait de sa juridiction. L’abbé Francesco Maria Accinelli à qui Gênes avait demandé une estimation des populations de Corse, avait rédigé un texte manuscrit en langue italienne à partir des registres des paroisses. Il avait écrit : « Pieve di Serra : Moitta 338. Mattra 115. Zallana 297. Zuuani 244. Ampriani 73. Pianello 446 ».
La province d'Aléria comptait 7 607 habitants, répartis dans 7 pièves. « Contiene la Giurisditione di Alleria che principia dalla detta Torre di Solinzaa Sette Pievi, con 7607.abitanti, cioè Corsa, Covasina, Allessani, Opino, Serra, Verde, e Campoloro. La prima è quella di Covasina con 613.abitanti in 5. ville, Solaro, ò Solagio, situato al fiume Trave, Ania, S.Gavino, Ventisari, et Ornaso : passa per questa Pieue il fiume Asbatesso, ò sia il Giunchitello ».

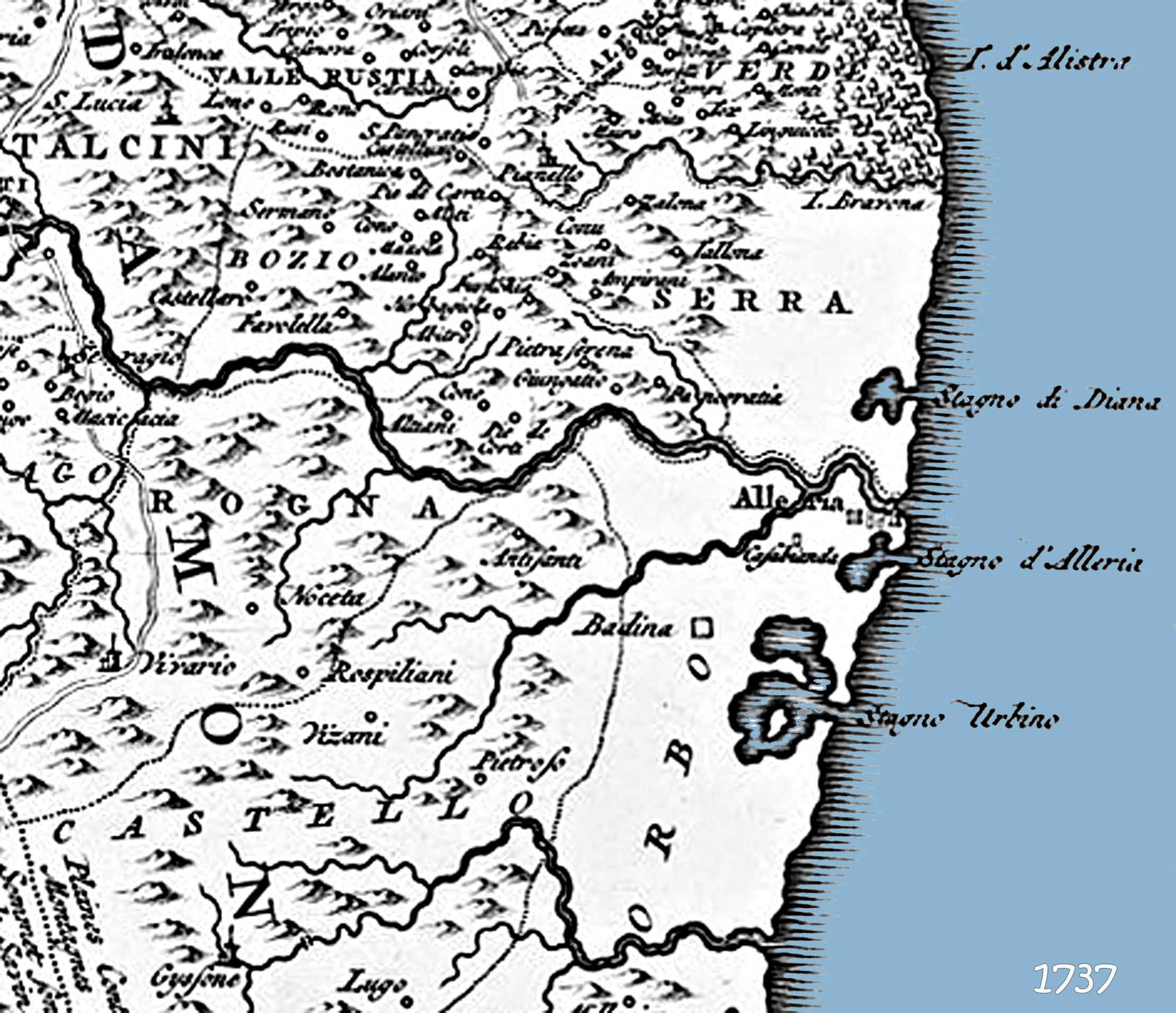
La piève de Serra en 1737 (Cap. Vogt)

Après fusion avec Opino en 1771, la Serra s'agrandit en s'étalant vers la mer, obtenant ainsi une façade maritime allant jusqu'à Aléria au sud.

### La piève religieuse
La piève de Serra se situe dans le diocèse d'Aléria.

#### La piève d'Opino
La piève d'Opino, fusionnée avec Serra sur le plan civil en 1771, demeure une piève religieuse à part entière au sein du diocèse d'Aléria. L’abbé Francesco Maria Accinelli à qui Gênes avait demandé une estimation des populations de Corse, avait rédigé un texte manuscrit en langue italienne à partir des registres des paroisses. Il avait écrit : « Pieve di Opino : Tallone. 152 ».
Tallone était le centre de la piève d'Opino. Le lieu-dit « Pieve » à l'E-SE du village et à près d'un kilomètre au nord-ouest de la Punta San Giovanni (147 m), devait être l'emplacement antique de la cité d'Opino ou Opinum oppidum ; l'église principale était l'église Saint-Jean depuis longtemps disparue. Des fouilles archéologiques sont opérées sur le site romain de Pieve qui est de nos jours une zone de culture.
Opino (Opinum. Var. Openum) qui devint au XVIIIe siècle le nom d'un canton de l'île, était un oppidum romain, qui doit être placé au mont Oppido, près de Chiatra.
L'oppidum de Chiatra étant situé assez loin dans la piève voisine de Verde, on pourrait également situer l'origine du nom Opino par le sommet situé lieu-dit Castellare au sud de Tallone à 409 mètres près du Col de Corso.
Ce terme Castellare est d'ailleurs également utilisé pour l'oppidum éponyme à côté du Pont-de-Piedicorti près de Sortipiani rive-droite du fleuve Tavignano.
Après une lente et anarchique reconquête de l'île sur les Maures démarrée vers 860, le pape Urbain II nomme archevêque Daibertus évêque de Pise qui devient en 1092 métropolitain-suzerain des 6 diocèses corses : Nebbio, Mariana, Accia, Sagone, Ajaccio et Aleria. Jalouse parce qu'ayant aussi participé à la reconquête, Gênes obtient en 1133 du pape Innocent II ceux de Nebbio, Mariana, Accia, Pise conservant Sagone, Ajaccio et Aleria.
En 1284 a lieu la bataille navale de Meloria. Henri da Mare (fils d'Ansaldo, cosseigneur de Rogliano, amiral de Gênes) défait la marine pisane. La Corse devient la propriété de Gênes.
Au début du XVIe siècle, vers 1520, la pieve d'Opino comptait environ 450 habitants et avait pour lieu habité Tallone.
Voici ce qu'on lit dans Saint Alexandre Sauli, VIe supérieur général des barnabites, XXVIe évêque d'Aleria (Corse), cet évêque de Pavie (Italie), apôtre de la Corse, 1534-1592 :
« Pour ne pas se rendre trop à charge aux bons Pères Franciscains, il chercha dans les environs d'Aléria et trouva à Tallone. dans la Pieve d'Opino. au lieu-dit Opiso, à douze milles d'Aléria, une vieille tour qu'il fit arranger tant bien que mal et partager par des cloisons de bois en neuf cellules, si petites et si étroites qu'à peine pouvaient- elles tenir un lit et une table. De cette tour, par un long escalier de pierre, on descendait dans un jardin qu'on appelle encore aujourd'hui l'ortu del vescovo (le jardin de l'Evêque). Tel fut le premier palais épiscopal du saint Evêque missionnaire ! Pour cathédrale, il choisit la moins délabrée des églises voisines, la fit nettoyer et orner convenablement. Tous les dimanches il y expliquait le saint Évangile et enseignait le catéchisme avec une si grande clarté que bientôt les gens des environs y vinrent en grand nombre, attirés aussi par les petits présents et par les aumônes qu'il distribuait aux plus nécessiteux. Il obligea les prêtres à assister à ces réunions, afin de leur apprendre à bien remplir leurs devoirs ; il les réunissait ensuite pendant la semaine, leur enseignant à prêcher et à administrer les Sacrements, car plusieurs l'ignoraient complètement »
Au XVIe siècle, tout le littoral de la plaine d'Aléria était déjà abandonné. Vers le Ve siècle, à la chute de Rome, les Vandales avaient déferlé sur la Corse, rasant les villes dont Aléria, apportant avec eux les germes de la malaria. Vivre dans la plaine d’Aléria était impossible pour des siècles.
Opino avait pour seul lieu habité : la communauté de Tallone. Accroché à la montagne, Tallone a été bâtie à une altitude moyenne de 500 m afin de voir venir l'envahisseur barbaresque cette fois, qui razziait les côtes de l'île dès 1455 (ils le feront durant près de trois siècles). Son église paroissiale San Cesareo a été construite au XVIIe et XVIIIe siècles.
Au début du XVIIIe siècle la pieve d'Opino ne comprenait toujours que la seule communauté de Tallone qui comptait alors 142 habitants.